# Przepływomierz Coriolisa
Przepływomierz Coriolisa, przepływomierz masowy Coriolisa – przyrząd pomiarowy mierzący strumień masy. Nazwa przyrządu pochodzi od efektu Coriolisa, na którym opiera się zasada jego działania.

## Zasada działania

Przepływomierz Coriolisa wibracyjny, gdy ciecz nie przepływa

Przepływomierz Coriolisa wibracyjny, gdy ciecz przepływa

Zgodnie z prawami mechaniki, jednoczesnemu występowaniu ruchu obrotowego i postępowego ciała towarzyszy powstawanie siły bezwładności zwanej siłą Coriolisa. Kierunek działania tak powstałej siły jest wyznaczony przez iloczyn wektorowy jego prędkości liniowej i obrotowej. Wartość siły jest proporcjonalna do masy poruszającego się ciała oraz iloczynu wektorowego wspomnianych prędkości. W przepływomierzu Coriolisa ruch obrotowy zastąpiono oscylacyjnym (drganiami) rury pomiarowej. Występujące w układzie bezwładności powodują opóźnienie fazy drgań rury w części dolotowej oraz jej przyspieszenie na odcinku wylotowym.
Mierząc przesunięcie fazowe, układ elektroniczny określa wartość strumienia masy. Ponadto pomiar częstotliwości rezonansowej drgań rur pomiarowych umożliwia bezpośrednie wyznaczenie gęstości produktu. Często mierzona jest również temperatura rur pomiarowych, potrzebna w obliczeniach kompensacyjnych (odpowiada ona temperaturze medium), a niektóre modele przepływomierzy pozwalają na pomiar lepkości przepływającego produktu.
Zalety:
- Uniwersalna zasada pomiaru dla cieczy i gazów
- Jednoczesny, bezpośredni pomiar strumienia masy, gęstości, lepkości, temperatury, a także wielkości pochodnych (stężenie, zawartość alkoholu, objętość itp.)
- Zasada pomiaru niezależna od fizycznych właściwości produktu
- Bardzo wysoka dokładność pomiaru (sięgająca +/-0,05% w.w.) i powtarzalność (do +/− 0,02% w.w – wartość wskazywana)
- Pomiar niezależny od profilu przepływu medium
- Układ nie wymaga stosowania żadnych odcinków prostych przed i za przepływomierzem
- Najdokładniejsza metoda pomiaru strumienia masy on-line w warunkach przemysłowych
- Brak ruchomych części mechanicznych gwarantuje wysoką trwałość i niezawodność pomiaru